# Sèvre Niortaise
Ne doit pas être confondu avec Sèvre Nantaise.
La Sèvre Niortaise est un fleuve qui prend sa source près de Sepvret dans les Deux-Sèvres, traverse Niort, puis descend dans le marais poitevin dont elle forme la principale artère hydraulique, pour finir par se jeter dans l'océan Atlantique, dans l'anse de l'Aiguillon en face de l'île de Ré.

## Navigation
La longueur de son cours est de 158,4 km. Un ensemble de sources (au minimum de 14 visibles sur la carte IGN) situées sur la commune de Sepvret permettent de former le cours d'eau de la Sèvre. La Grande Fontaine est considérée comme la source la plus éloignée. Jusqu'à Exoudun, elle ressemble à un petit ruisseau, plusieurs fontaines permettent un cours d'eau plus important et donc de voir au fur et à mesure de son cours différents moulins. Ce n'est qu'à partir de La Mothe Saint Heray que l'on peu commencer à y naviguer en canoë. Entre Saint Maixent et Niort, on peut compter une cinquantaine de seuils utilisés pour d'anciens moulins. À l'aval de Niort, la Sèvre Niortaise et ses affluents forment un domaine navigable de plus de 100 km, organisé en neuf biefs qui s'étagent de l'écluse de Comporté (Niort) à celle du Brault, au débouché dans la baie de L'Aiguillon. Dans l'ordre depuis le Port Boinot de Niort, vers le domaine Maritime : écluse de Comporté (Niort), écluse de La Roussille (Niort), écluse de la Tiffardière (Niort), écluse du Marais Pin (Magné), écluse de la Sotterie (Coulon), écluse des Bourdettes (Arçais), écluse de Bazoin (Maillé), écluse du Carreau d'Or (Marans), écluse du Brault (Charron).
Le domaine Maritime commence 3,2 km après l'écluse du Brault, au niveau du Port du Corps de Garde à Charron.

## Parcours de la Sèvre Niortaise
Dans les trois départements suivants Deux-Sèvres, Vendée, Charente-Maritime, la Sèvre Niortaise traverse trente-huit communes dont les principales sont :

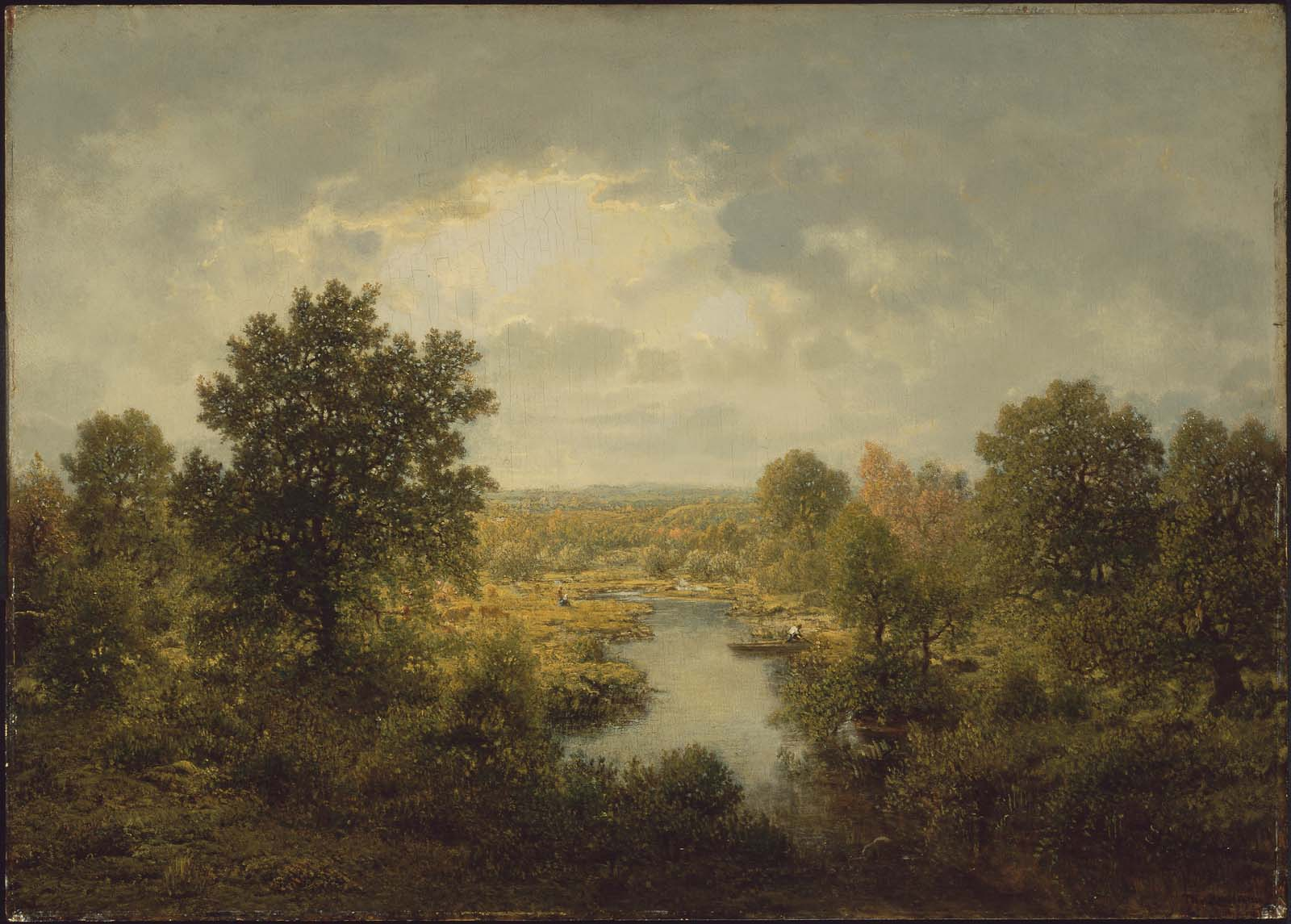
Bords de la Sèvre (Vendée)
Théodore Rousseau, 1859
Musée des Beaux-Arts de Boston

Principales communes traversées (de la source à l'embouchure) :
- Sepvret, Chey, Exoudun, La Mothe-Saint-Héray, Souvigné, Sainte-Eanne, Nanteuil, Saint-Maixent-l'École, Saint-Martin-de-Saint-Maixent, Sainte-Néomaye, La Crèche, François, Chauray, Saint-Gelais, Échiré, Saint-Maxire, Sciecq, Niort, Magné, Coulon, Arçais, Damvix, Maillé, L'Île-d'Elle, Marans, Charron.

## Canaux de redressement
Intégré au complexe hydraulique de la Sèvre Niortaise, le canal maritime du Brault ou canal maritime de Marans à la mer fut creusé à la fin du XIXe siècle pour desservir le port de Marans. Ce canal est une dérivation de la Sèvre Niortaise et fait la jonction avec le canal de Marans à La Rochelle.
D'autres canaux de « redressement » ont été creusés au début du XIXe siècle pour faciliter la navigation (dans l'ordre en partant de Niort, d'après la carte de J. Parent de 1767) :
- Canal Saint-Martin (entre le port Boinot et l'écluse de Comporté à Niort)
- à l’écluse de la Tiffardière de Niort (pas de nom pour le « nouveau tracé », cours naturel conservé)
- au lieu-dit La Moucherie de Niort (pas de nom pour le « nouveau tracé », cours naturel conservé)
- au lieu-dit Les Cénobites de Magné (pas de nom pour le « nouveau tracé », cours naturel conservé)
- au lieu-dit Jousson de Magné (cours naturel comblé)
- entre les lieux-dits de Maurepas et La Trigale de Coulon (cours naturel comblé)
- au lieu-dit La sotterie de Coulon (pas de nom pour le « nouveau tracé », cours naturel conservé partiellement)
- au lieu-dit l'Adressoir du Vanneau-Irleau (pas de nom pour le « nouveau tracé », cours naturel conservé sous le nom de Contour de l'Oseille et Ceinture des Brelets)
- Canal du Nouveau Béjou (entre Damvix et Bazoin, cours naturel conservé)
- le Fossé du Loup (Contour de Maillé)
- Canal du Sablon (Contour des Combrands)
- au lieu-dit Digolet de Vix (pas de nom pour le « nouveau tracé », cours naturel conservé)
- Canal de Pomère (Contour de Pomère).

Un grand projet de redressement a été étudié entre Coulon et Niort en 1847, mais ne fut pas réalisé.

## Principaux affluents
| - Sur la rive gauche : 1. Ruisseau de Foucault (rg), 5 km 2. Ruisseau de Chambrille (rg), 4 km 3. La Savrelle (rg), 4 km 4. Ruisseau de Glandune (rg), 2 km 5. Ruisseau de Soignon (rg), 4 km 6. Ruisseau de l'Hermitain (rg), 13,5 km 7. Le Lambon (rg), 40,8 km 8. Le Romagné (rg), 5 km 9. La Guirande (rg), 22 km avec le ruisseau de Sars, le Bief Chabot, le ruisseau de Rénauds, le Bief 10. Le Mignon (rg), 45,9 km avec le canal du Mignon, les Alleuds, la Courance (38 km), le Bief de Blaizé, le ruisseau des Fontaines, le Douet Coquet, la Mère, le Bief du Lac, la Fenée, le Bassinet, le ruisseau de Palluaud, le ruisseau de Limaille | - Sur la rive droite : 1. Le Pamproux (rd), 9,2 km avec le Bougon (6 km) 2. Ruisseau de Magnerolles (rd), 10,5 km 3. Ruisseau du Puits d'Enfer (rd), 7,5 km avec le ruisseau du Rabané (2 km), le ruisseau du Pont de l'Eteil (3 km), le ruisseau de la Renardière (2,5 km) 4. Le Chambon (rd), 36,1 km avec la Ligueure (12,5 km), le ruisseau de Rocheteau, le ruisseau de Saint-Rémy, le ruisseau de Montbrune, le ruisseau de Massicart, le ruisseau de la Verlionière, le ruisseau de la Bossotière, le ruisseau de Puget, le ruisseau de la Touche 5. Le Marcusson (rd), 17 km avec le ruisseau de Brangeard, ruisseau de la Roche 6. L'Égray (rd), 24,4 km avec la Bonette, le ruisseau de Saint-James, le ruisseau de la Vergne, le ruisseau des Fontaines de Cours, le ruisseau de Gachet, le ruisseau de Rochefollet, le ruisseau de Montbail 7. La Vieille Autise (rd), 17 km avec le canal de la Vieille-Autise (6,5 km), la Jeune-Autise (13 km), l'Autize (58 km), le Fenioux, le Miochette 8. La Vendée (rd), 82,5 km avec la Longèves (16,8 km), la Mère (32,9 km), le Tignon, les Fougères |

### Rang de Strahler
Le rang de Strahler est de cinq par le ruisseau de Saint-Rémy, puis le ruisseau de Rocheteau, puis la Ligueure, puis le Chambon, pour terminer dans la Sèvre.

## Hydrologie
Son régime hydrologique est dit pluvial océanique.

### La Sèvre Niortaise à Niort
La station hydrologique située le plus en aval sur le cours de la Sèvre Niortaise pour laquelle on dispose de données hydrologiques se trouve à Niort à la Tiffardière, c'est-à-dire très loin de son embouchure. La surface de son bassin versant y est de 1 074 km2, ce qui ne représente que 29,2 % de sa totalité. Son débit moyen inter annuel ou module y est de 11,90 m3/s et la lame d'eau écoulée dans son bassin versant annuellement y est de 352 millimètres. Son débit mensuel y varie entre 26 m3/s en hiver en période de hautes eaux et 3,05 m3/s en été à l'étiage. (voir histogramme ci-dessous)
Mais les fluctuations peuvent être bien plus importantes si on considère les valeurs extrêmes suivantes. Ainsi le débit maximal instantané est de 274 m3/s(valeur mesurée le 1er janvier 1995 à minuit) tandis que le débit minimum sur trois jours consécutifs est de 0,399 m3/s (valeur mesurée entre le 28 et le 30 août 2005).

### Retenue de soutien d'étiage
Le barrage de la Touche Poupard (15 Mm3) situé sur le ruisseau du Chambon à Clavé, permet principalement pendant le mois d’août de maintenir un débit minimum de la Sèvre en amont de Niort et ainsi de compenser les pompages autorisés pour l'agriculture.
Sur la rivière de la Vendée, il y a 3 retenues d'eau qui permettent de maintenir un débit sur le marais poitevin en rive droite de la Sèvre : les barrages d'Albert (3 Mm3), de Mervent (8,3 Mm3) et de Pierre-Brune (3,05 Mm3). Le barrage de Mervent a été rénové entre 2016 et 2018.

### Crues
Les crues références ont été mesurées (en m) à la station du Vieux Pont de Niort et le débit à la station de la Tiffardière (en m3/s mesuré depuis 2000) :
- 21 décembre 1982 : 14,15 m (329 m3/s)
- 23 janvier 1995 : 13,6 m (250 m3/s)
- 6 mars 2020 : 12,75 m (205 m3/s)
- 3 mars 2007 : 12,34 m

Dans différents documents de prévention des risques, il est évoqué des crues importantes en 1936 et 1872, et dans une moindre mesure celles de 1904, 1906, 1961, et 1994.
A chaque crue, le marais mouillé (secteur entre Magné et Maillé) permet de jouer un rôle « tampon » avant l'évacuation totale de la masse d'eau dans la baie de l'Aiguillon. Suivant les marées, les canaux permettent l'évacuation en moyenne d'environ 40m3/s à l'embouchure, la différence créant des évailles pendant quelques jours à plusieurs semaines voire dans certains secteurs plusieurs mois (durant l'hiver 2019, le marais de Bessines a quasiment été inondé en permanence entre Novembre 2019 et Mars 2020). Ce genre de crues dans le marais mouillé du Marais Poitevin apparaissent quasiment chaque année, voire plusieurs fois durant un même hiver.

## Écologie
La partie amont de la rivière conserve une bonne qualité de l'eau, mais elle a été depuis le Moyen Âge artificialisée par la disparition des castors et de leurs barrages et des embâcles naturels d'une part et par un ralentissement non-saisonnier de la masse d’eau de sa source à Nanteuil (facies lentique sur environ 50 % du linéaire total) accentué par plusieurs ouvrages construits en travers du cours d’eau comme sur le Pamproux, le Bougon ou la Tranchée chevaleresse.
La rivière est localement caractérisée par des phénomènes actifs de biominéralisation. Dans ce cours d'eau, les encroutements se forment généralement sur des tapis de mousses aquatiques (bryophytes) ou de Marchantiophyta.
Il existe une Commission locale de l'eau du SAGE Sèvre Niortaise-Marais poitevin, et après un premier Contrat Restauration Entretien (CRE, signé entre l’Agence de l'Eau Loire Bretagne et le Syndicat Mixte à la Carte du Haut Val de Sèvre (SMC) pour 2004-2008, ayant notamment permis un état des lieux et un diagnostic des cours d’eau du bassin amont de la Sèvre Niortaise ; une étude des impacts d’une sélection d’ouvrages hydrauliques du bassin versant de la Sèvre Niortaise amont sur la continuité écologique a été lancée en 2010.

### Flore et paysage subaquatiques

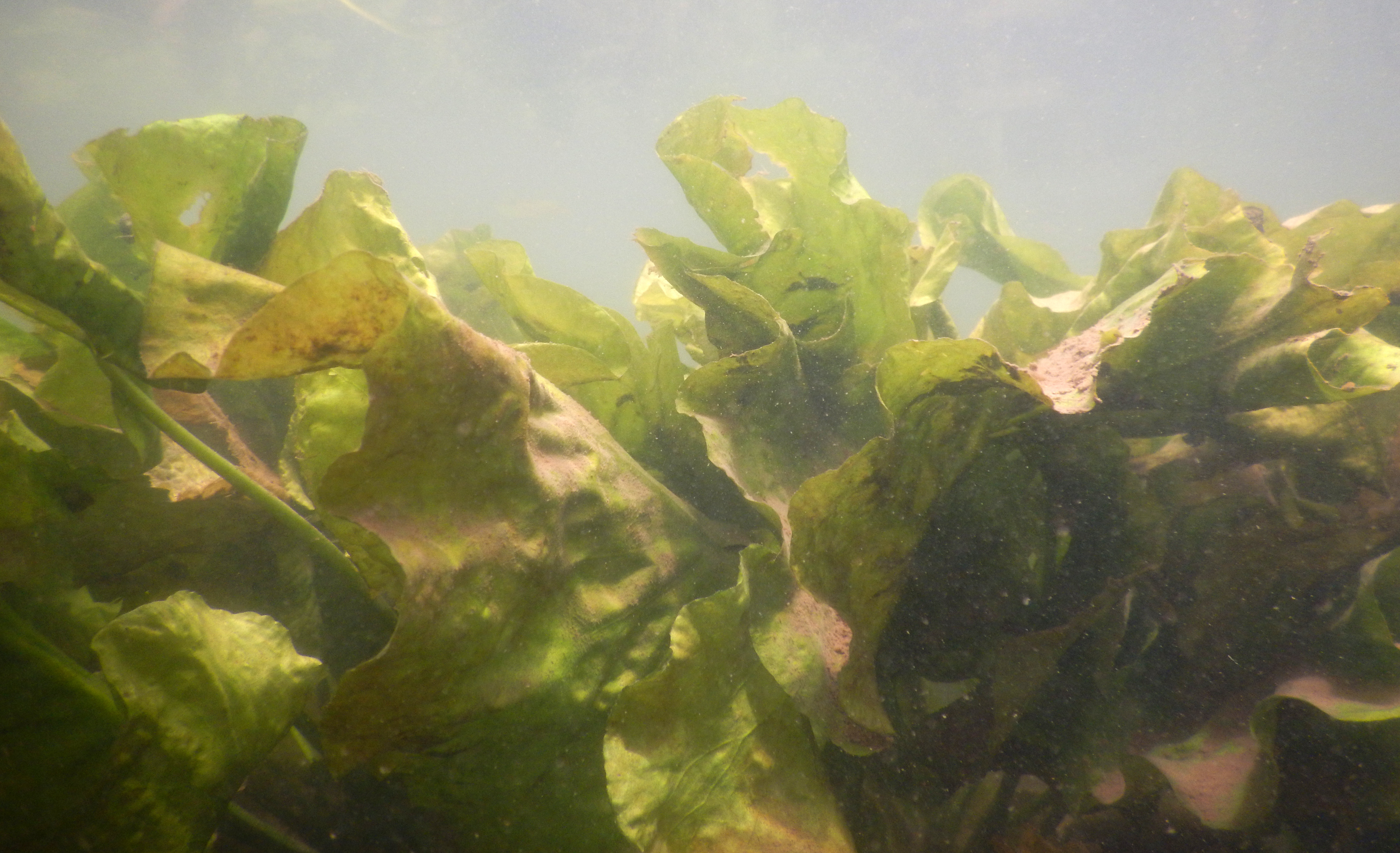
Herbier subaquatique de Nuphar lutea (Azay-le-Brûlé)
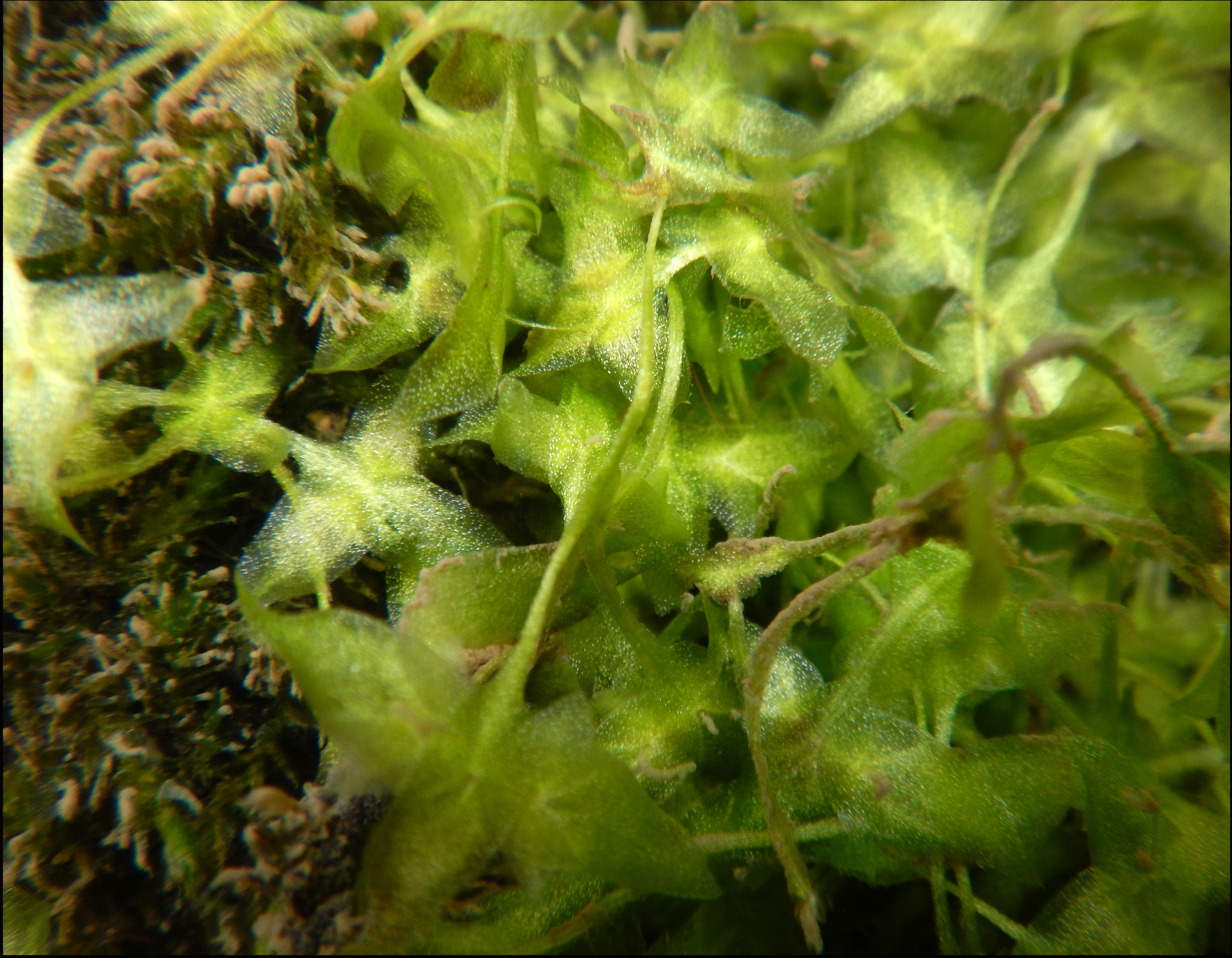
Lemna trisulca, accrochée sur des aspérités du substrat encroûté
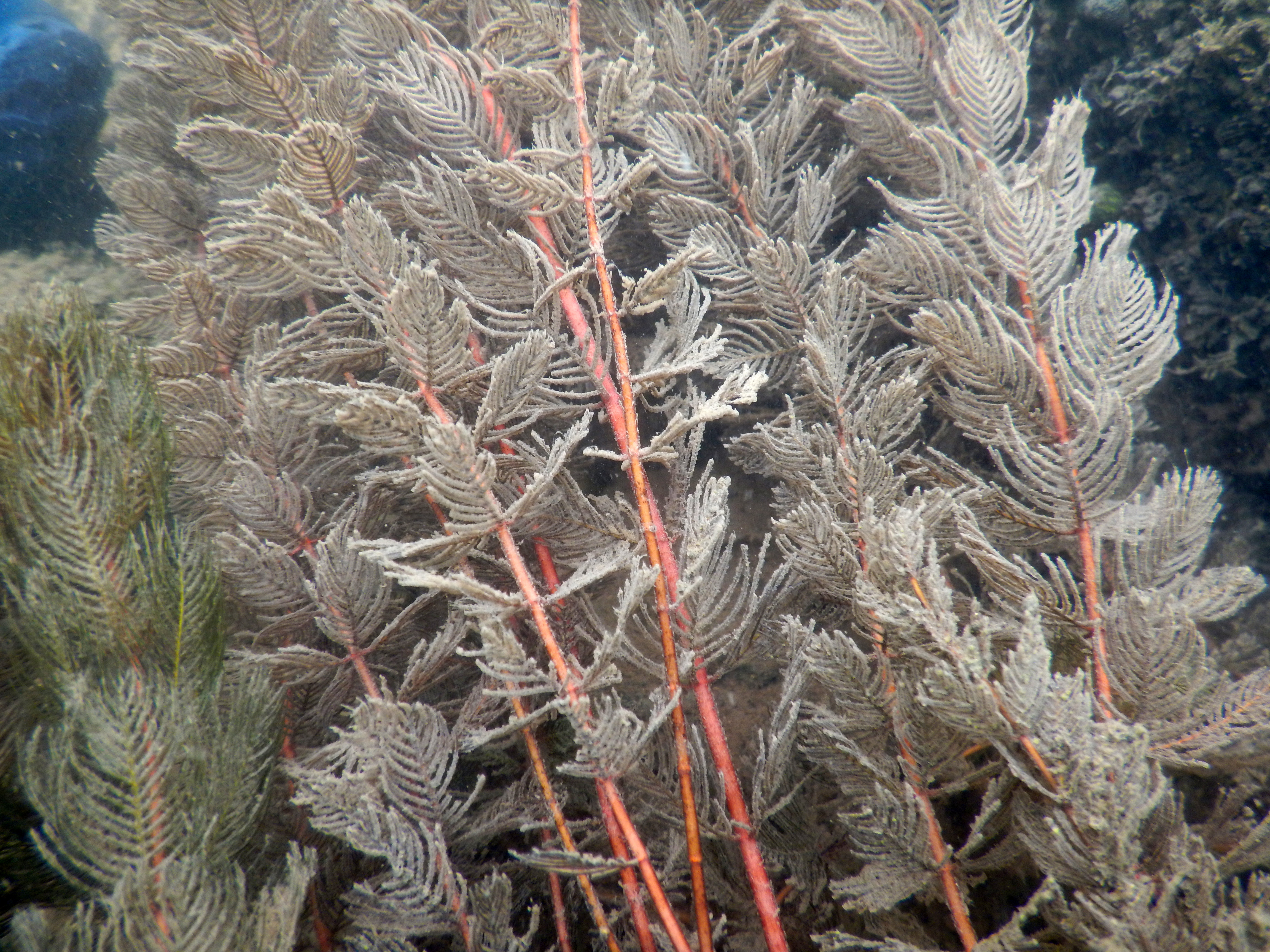
Myriophyllum sp.
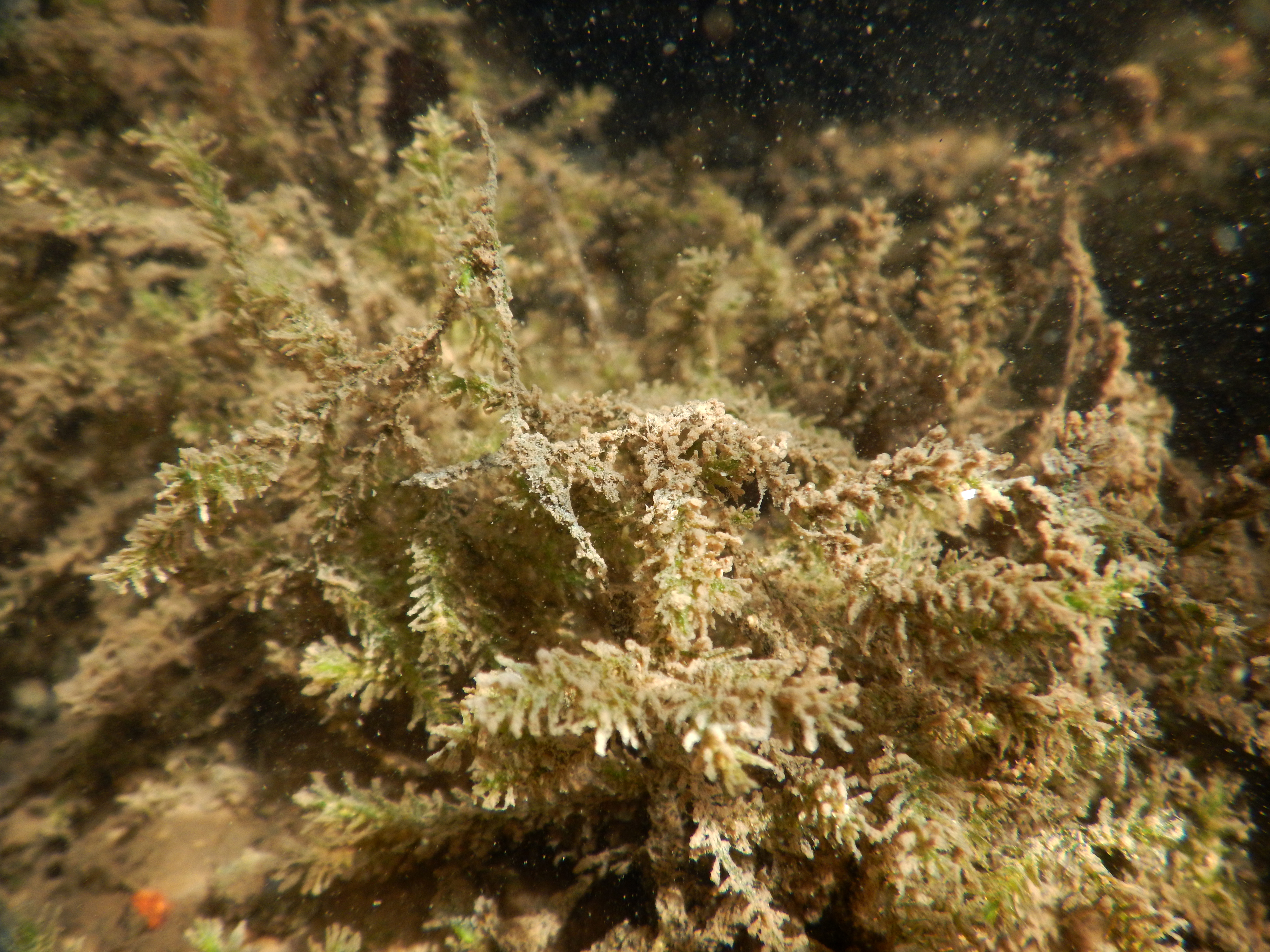
Bryophyte aquatique
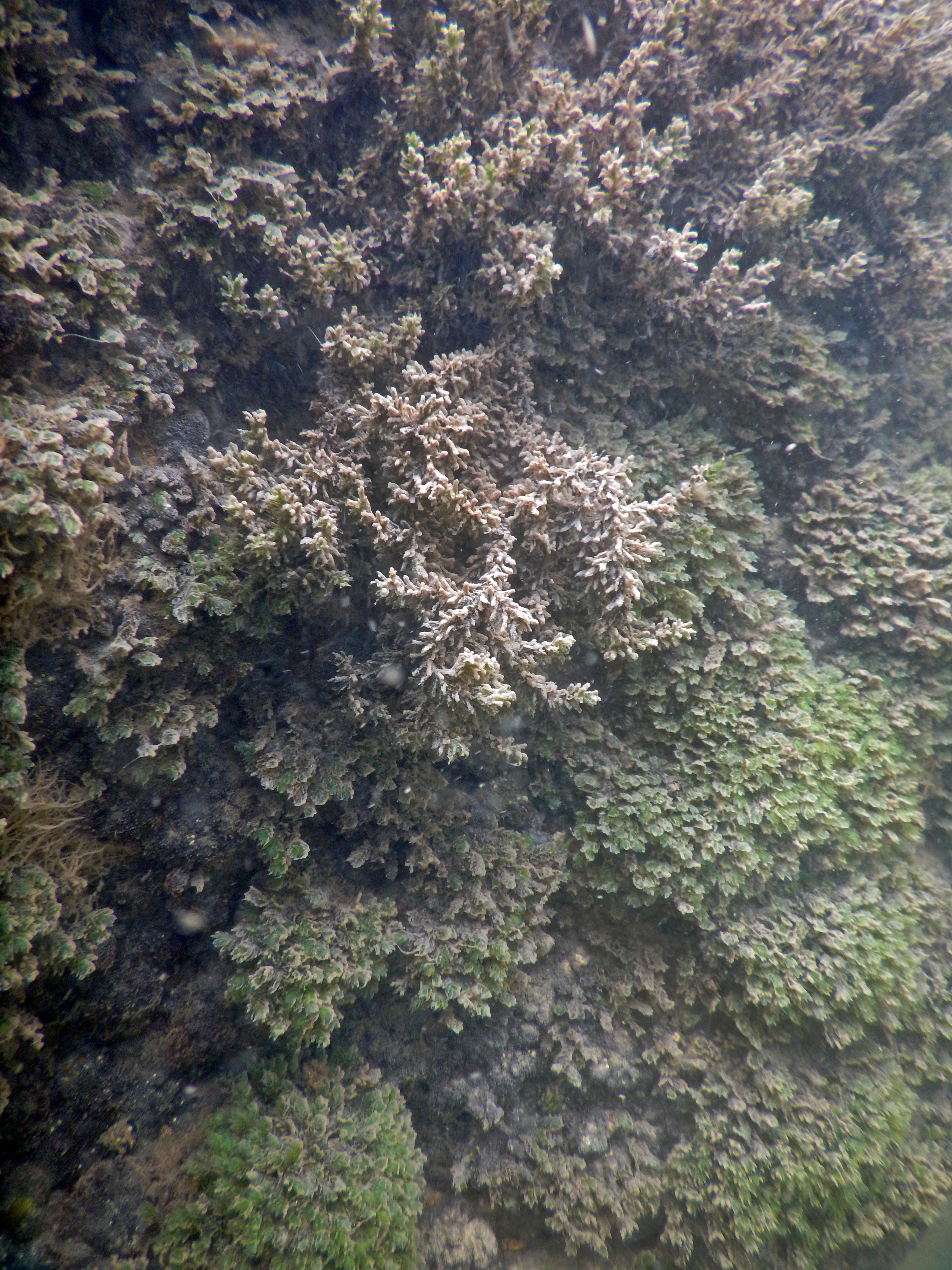
Encroutement algal et ou bactérien sur bryophytes et Marchantiophyta
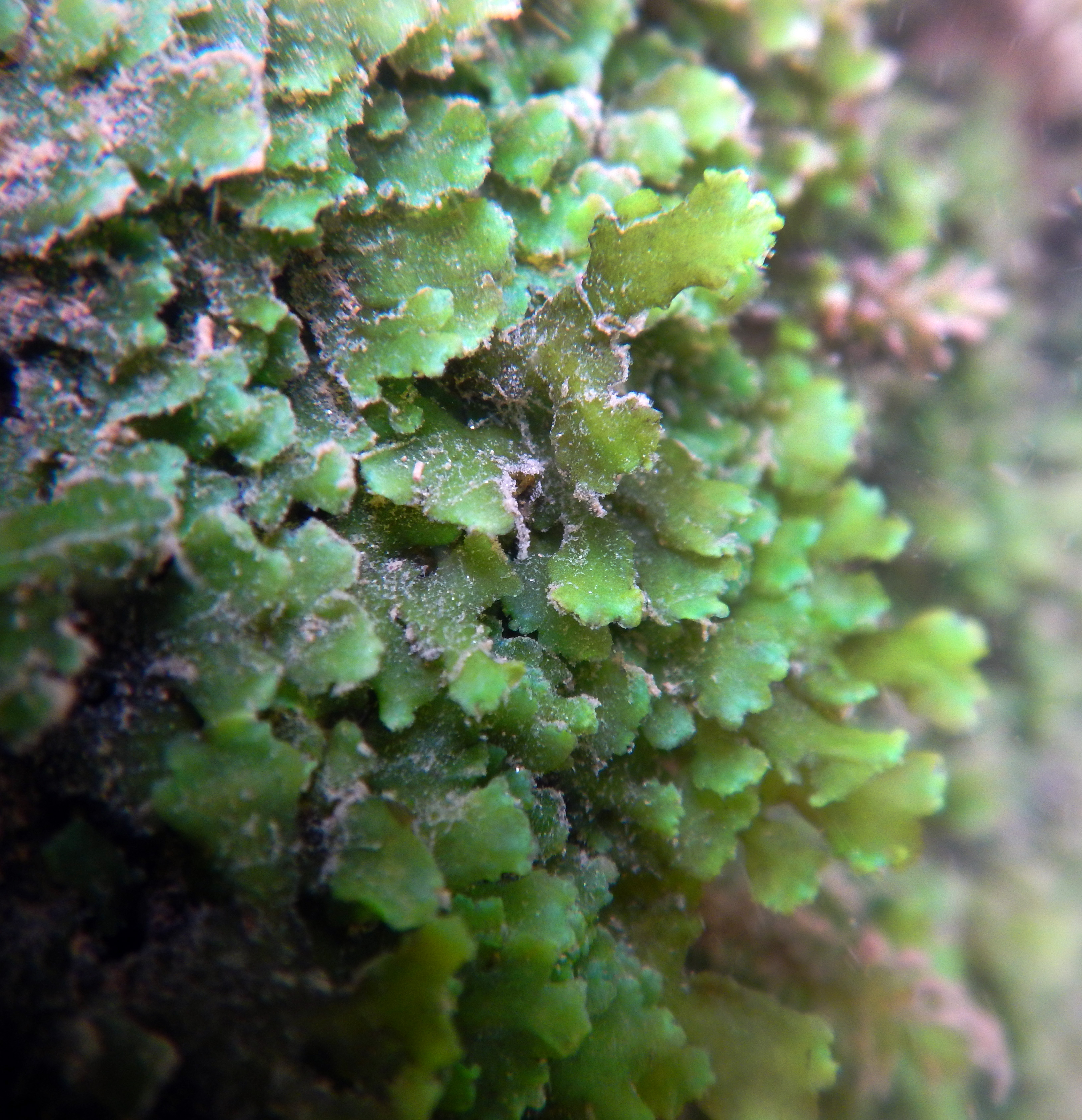
Encroutement algal et ou bactérien sur Marchantiophyta

### Encroûtements algobactériens dans la Sèvre Niortaise (Azay-le-Brûlé)

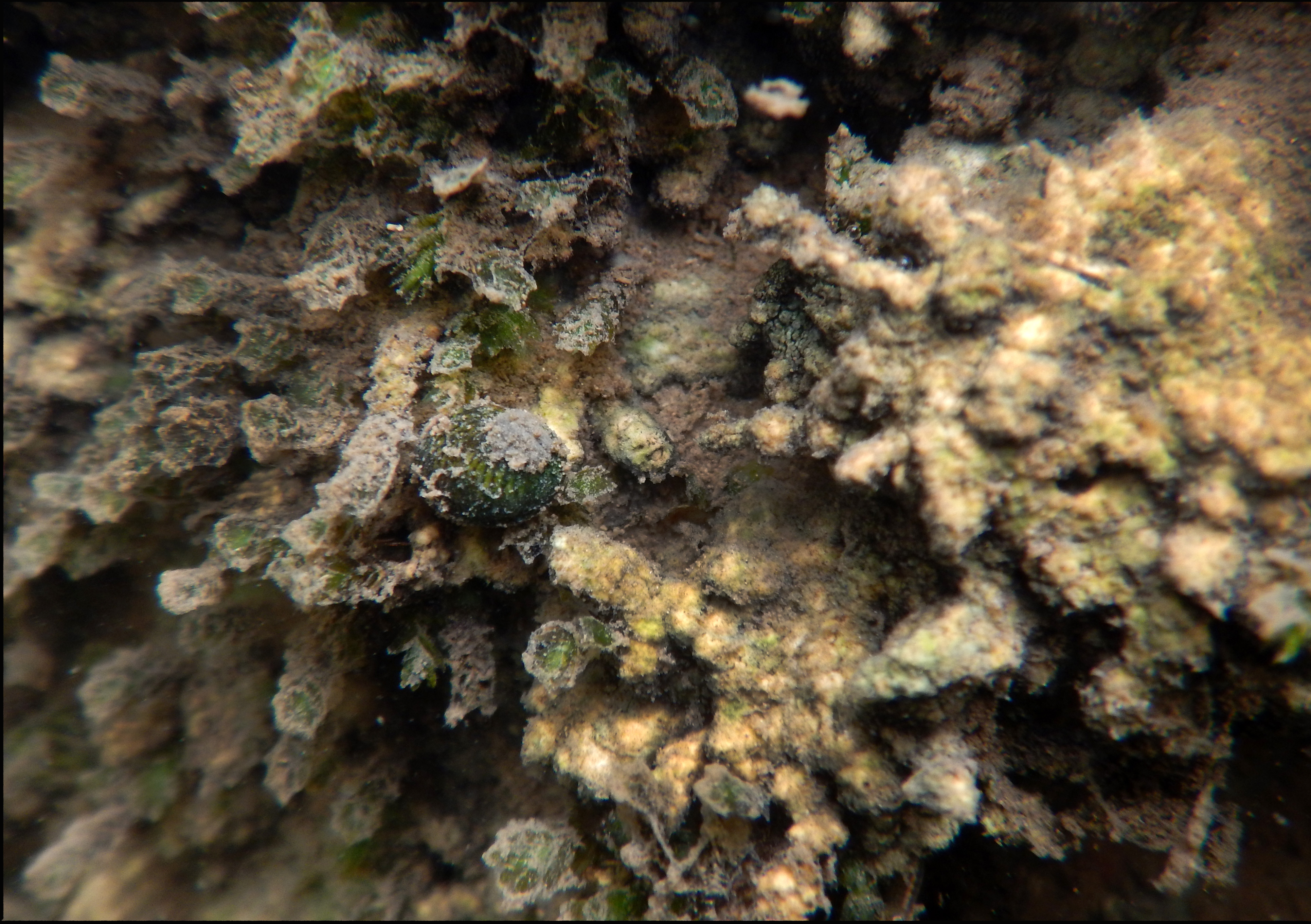
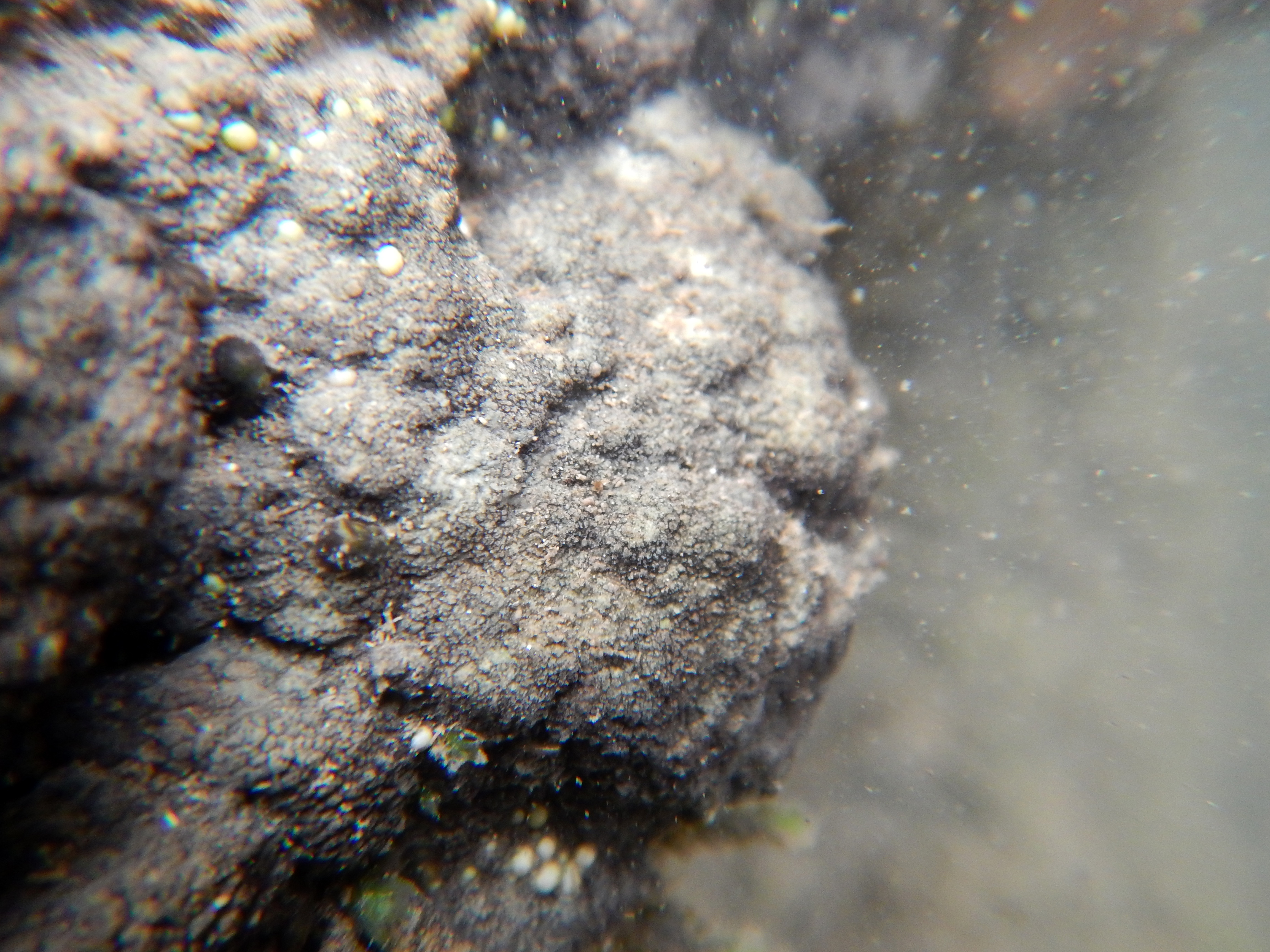
Concrétion achevée
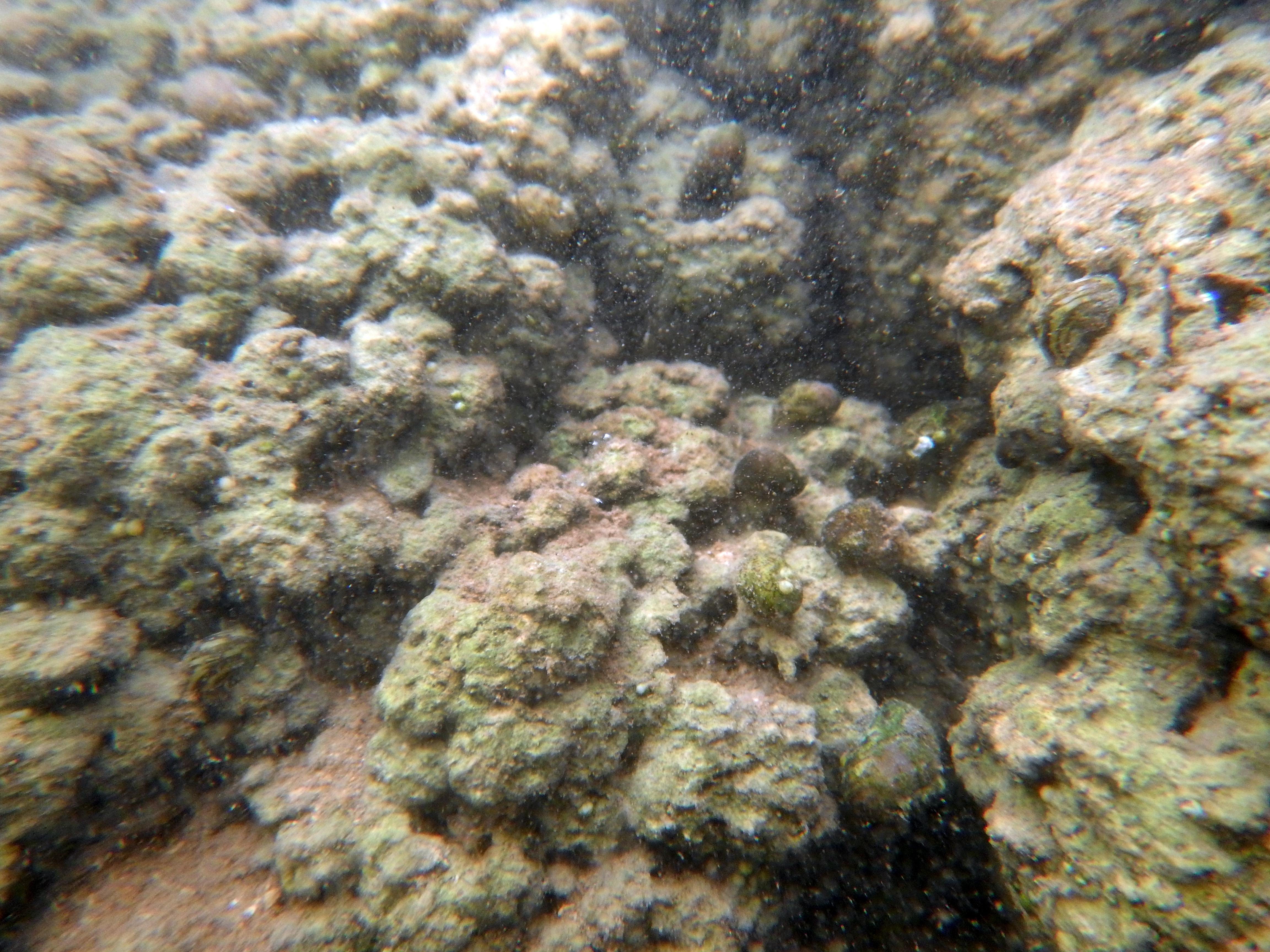
Theodoxus semble pouvoir se nourrir sur ce substrat
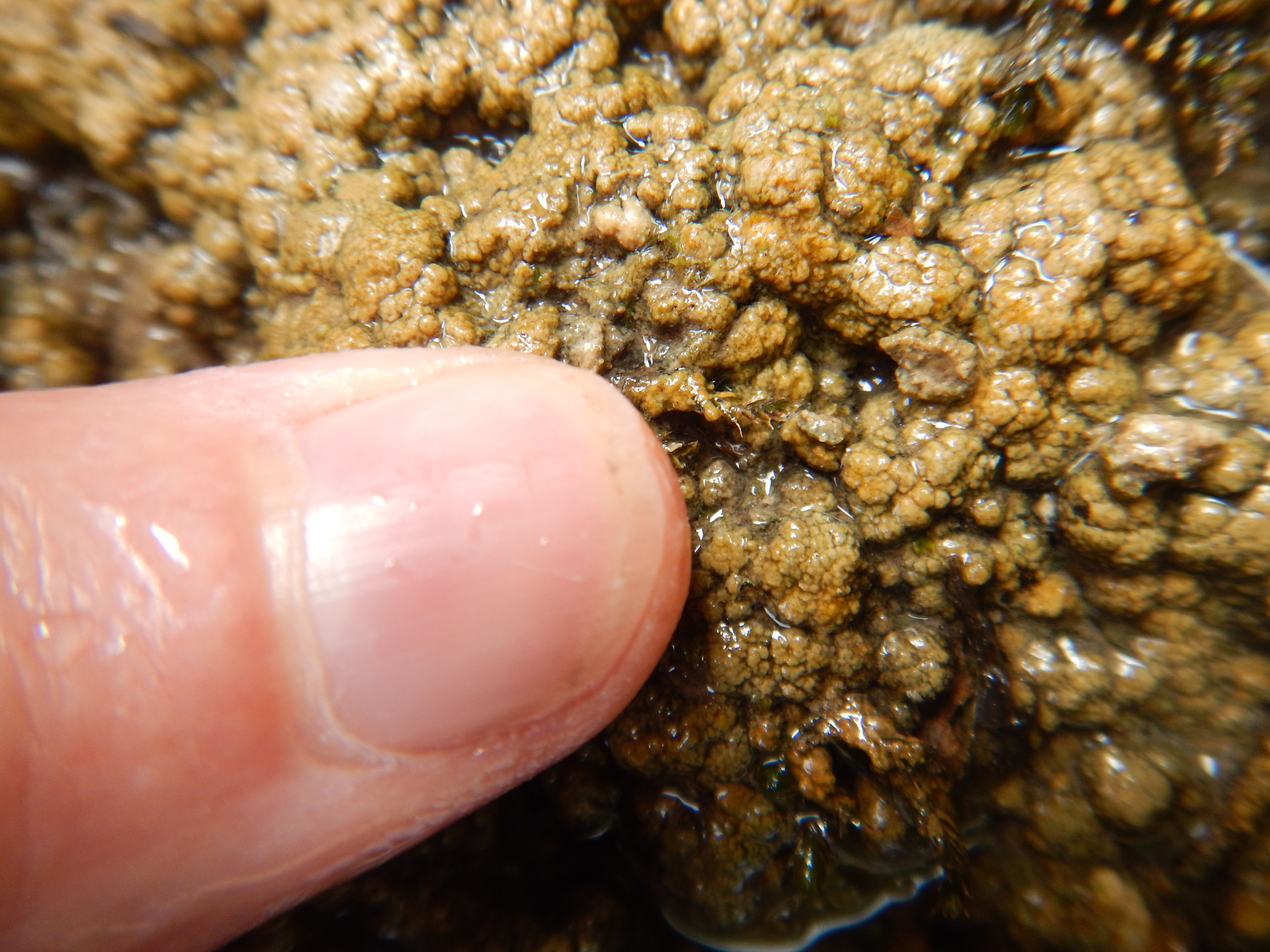
Détail
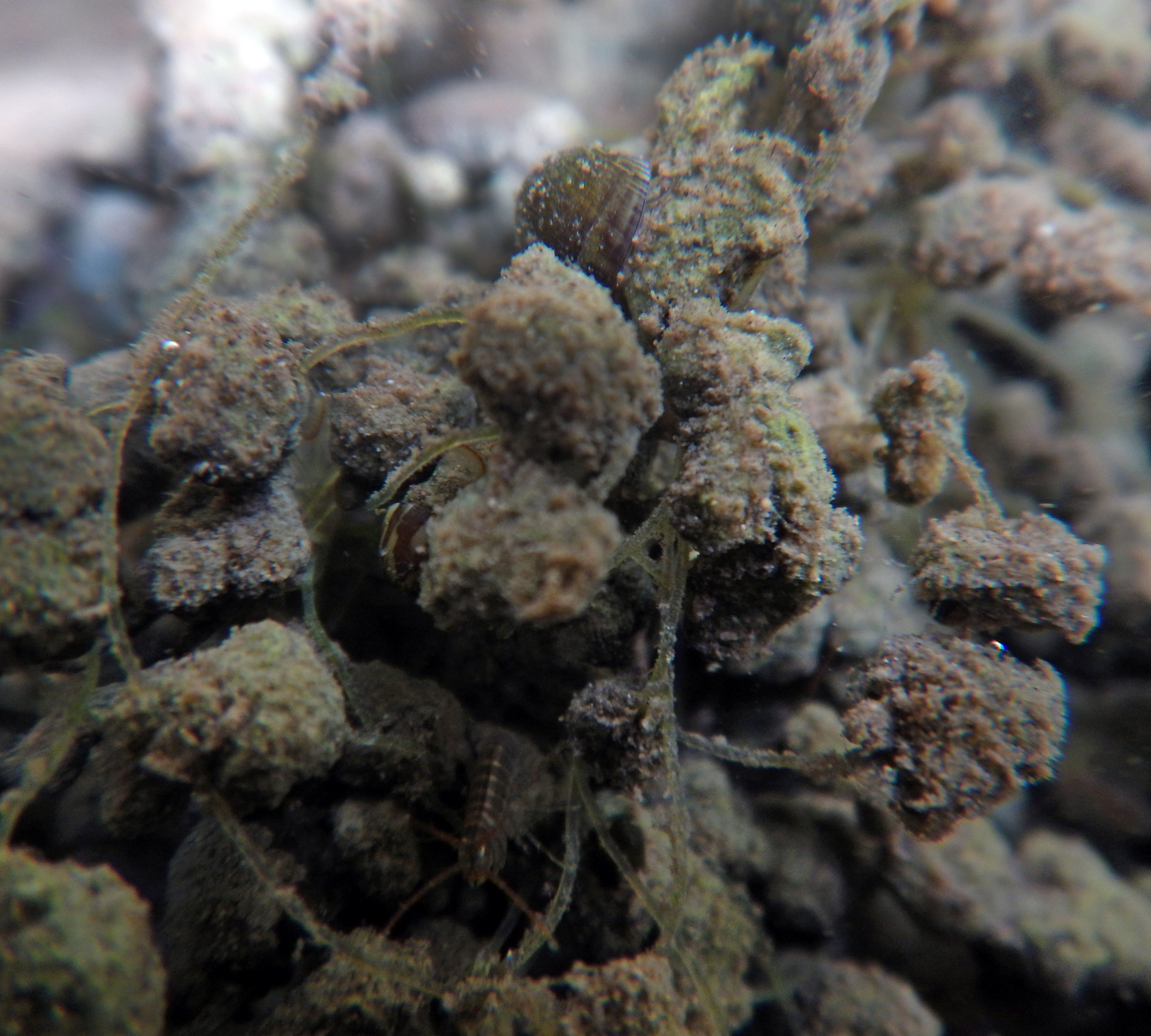
Ici, sur fil de pêche
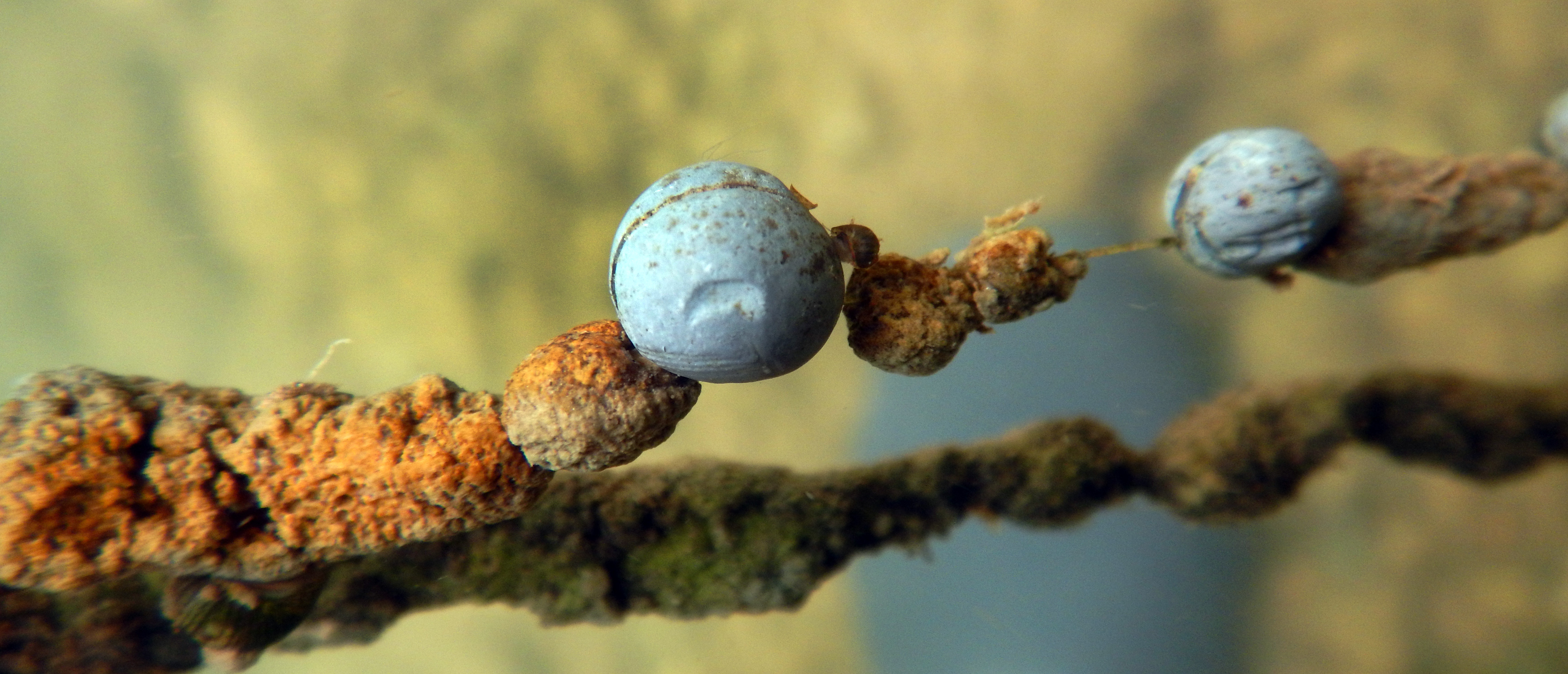
L'écotoxicité du plomb inhibe totalement la biominéralisation.

## Paysages

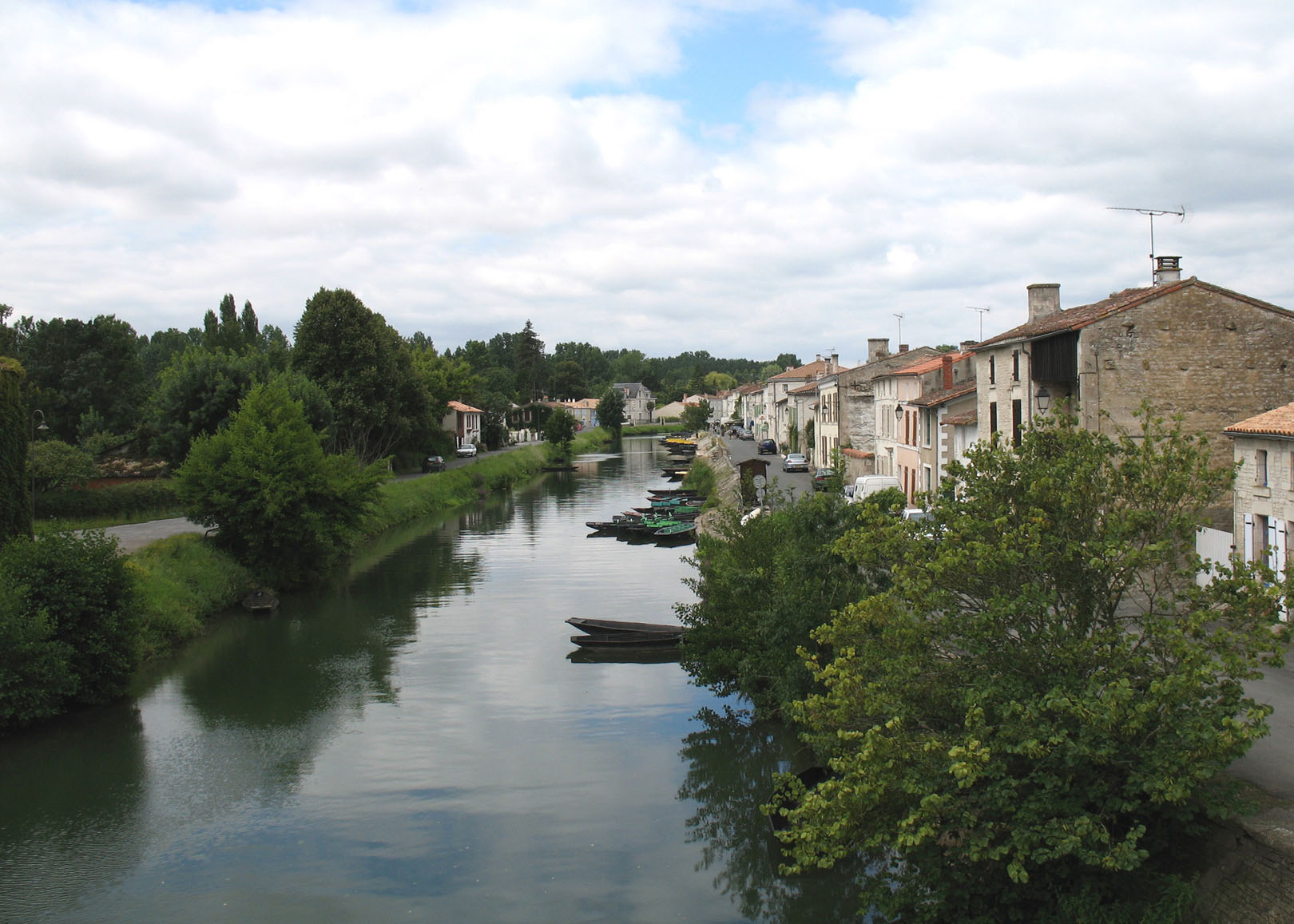
Coulon, quai Louis Tardy
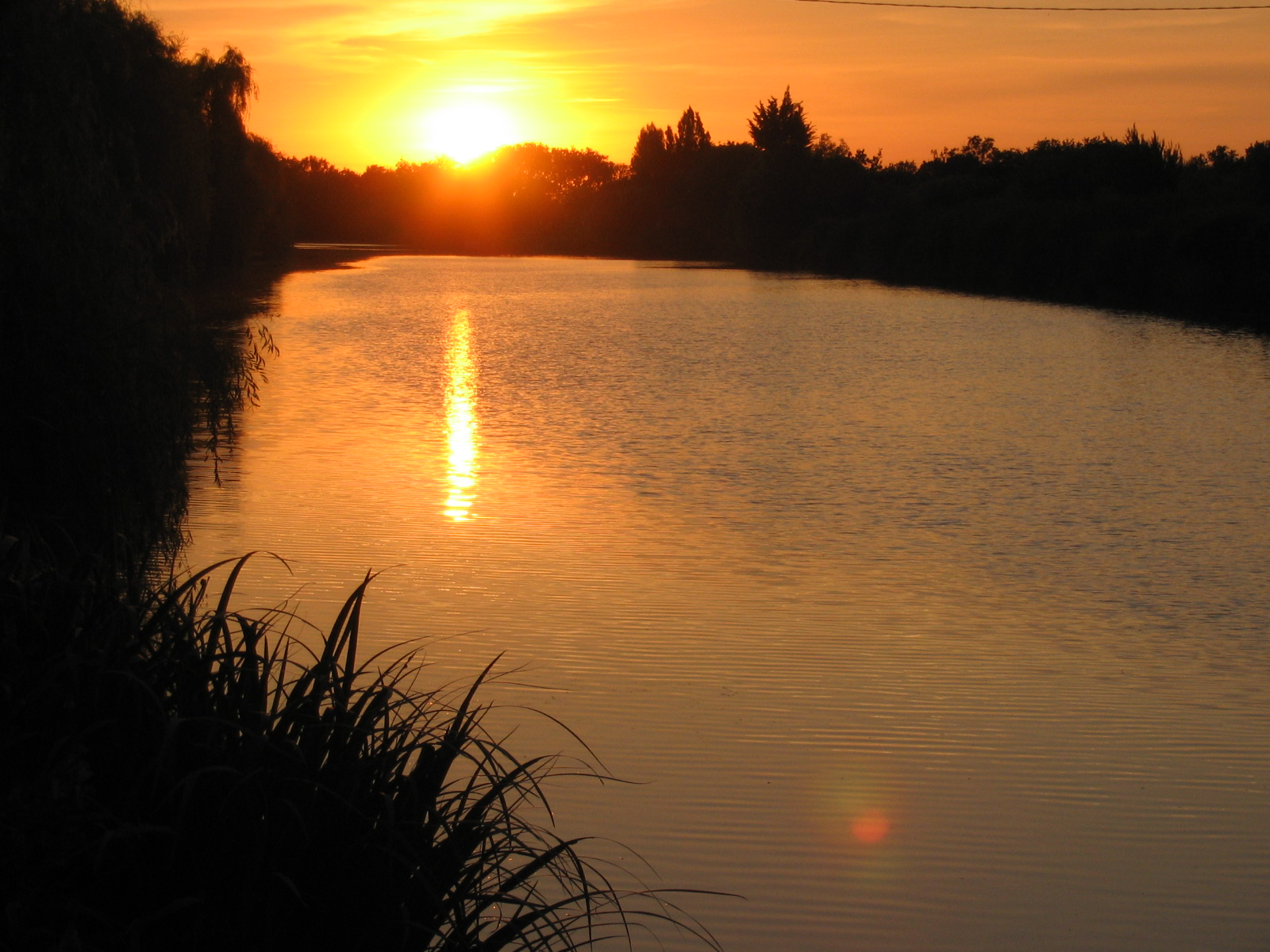
Soleil couchant sur la Sèvre à Marans
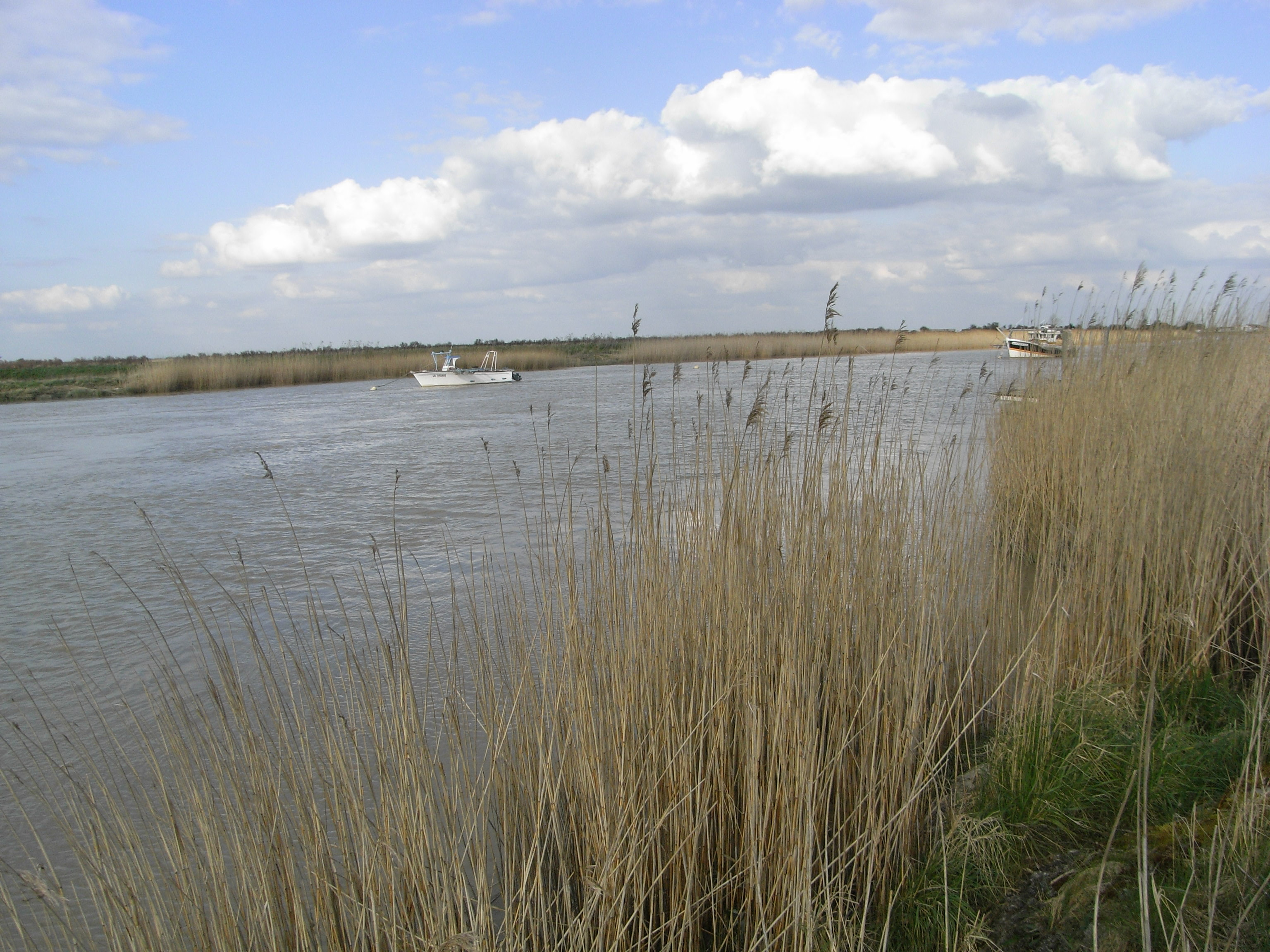
La Sèvre au Brault
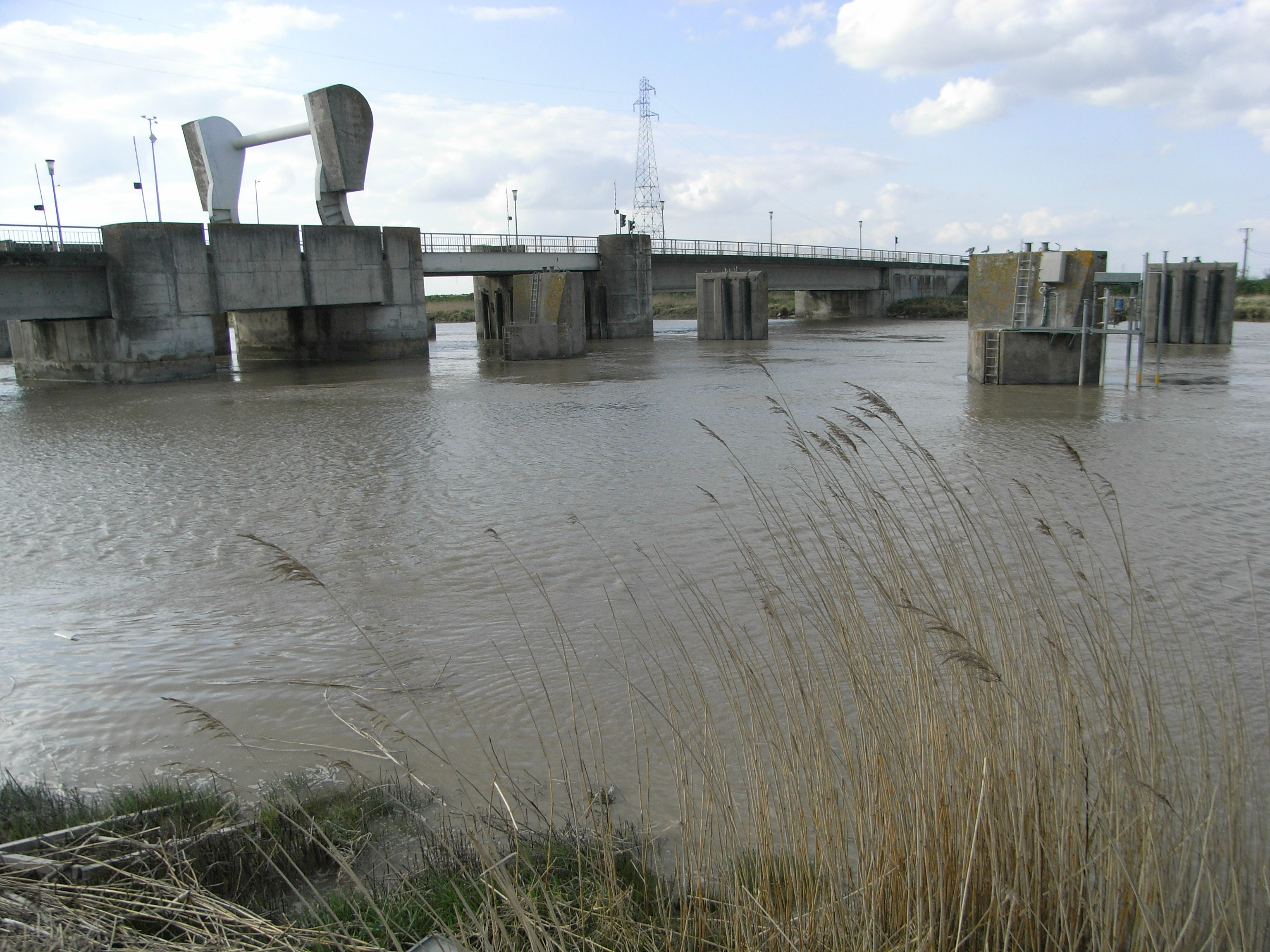
Pont levant du Brault

## Hydronymie
Le nom de la Sèvre Niortaise est tiré de la racine préceltique *Sab, désignant un élément liquide, suc, jus, et sève et du suffixe ara, également préceltique. L'origine du nom vient de Sepvret, le village situé à proximité de sa source, et dont la racine toponymique est la même.

La plus ancienne forme conservée date de 932, sous la forme Severa.

## Activités

### Industrie
Historiquement la pêche, le transport et les moulins à farine ont été les premières activités liées au fleuve. Grace au dénivelé (148 mètres NGF à Sepvret et 8 mètres NGF à Niort pour une pente de 0,14 %), de très nombreux moulins ont été construits au Moyen Âge et exploités sur la Sèvre en amont de Niort (sur un tronçon d'environ 50 km entre Saint-Maixent-l'École et Niort, on dénombre une cinquantaine de chaussées permettant d'alimenter les biefs).

### Tannerie Chamoiserie
Avec l'industrialisation, plusieurs moulins ont été transformés pour une activité de tannerie et chamoiserie qui devient un savoir faire local réputé.

### Ports

#### Port de Niort
Le premier port de Niort était situé au pied du Donjon, à l'emplacement actuel des Halles. Par son envasement, il fut décidé de creuser une nouvelle calle sur la rive droite vers le XVe siècle au niveau de la place du port. En 1867 la calle est comblée et une voute construite au-dessus du chenal d'accès pour réaliser le boulevard Main. Le dernier emplacement du port est déplacé en aval au niveau des chamoiseries Boinot (Moulin Neuf).

#### Port de Marans
Port de plaisance de 180 emplacements, donne un accès (suivant les marées) à la baie de l'Aiguillon par l'intermédiaire de l'ecluse du Brault.

### Pêche
La pêche est un loisir très pratiqué tout au long du fleuve et des plans d'eau.

### Tourisme
Le site Port Boinot accueille à partir de l'été 2023 des pénichettes électriques pour le tourisme fluvial entre Niort et Marans.
L'activité "Niort-Plage" propose des locations de canoë, kayak, stand up paddle et pédalo au départ de Port Boinot, ainsi que des sorties guidées en canoë.
Chemins de halage et chemins de randonnées, situés en bordure du domaine fluvial de la Sèvre permettent des randonnées à pied, à vélo de Niort jusqu'à Marans.

### Activités sportives
- Canoë-kayak,
- Voile,
- Aviron,
- Pêche sportive ou de détente,
- Motonautisme et ski nautique,
- Navigation fluviale de plaisance ,